# Tidabius anderis
Tidabius anderis är en mångfotingart som beskrevs av Chamberlin 1913. Tidabius anderis ingår i släktet Tidabius och familjen stenkrypare. Inga underarter finns listade i Catalogue of Life.